# Hurst (Markgröningen)

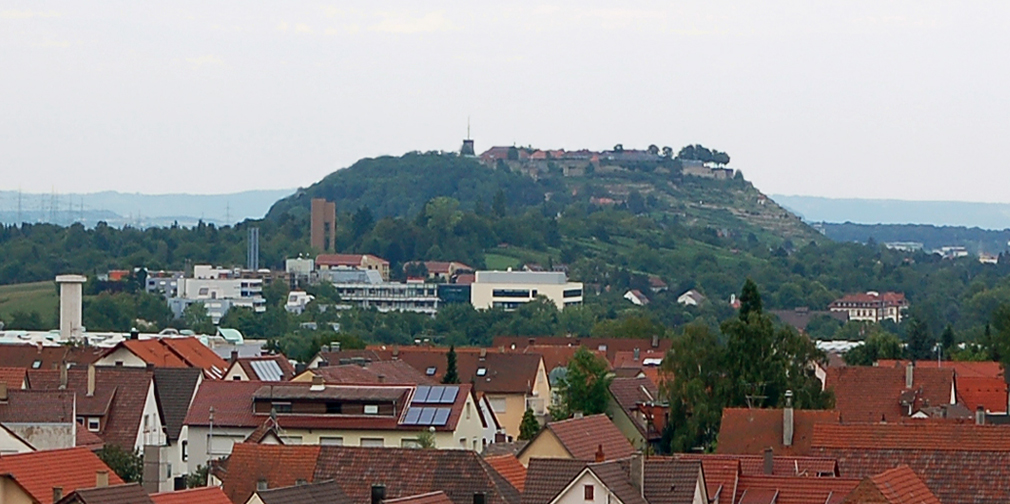
Blick vom Oberen Tor auf Werner-Schule, Klinik, Wasserturm und Behindertenheim vor dem Asperg

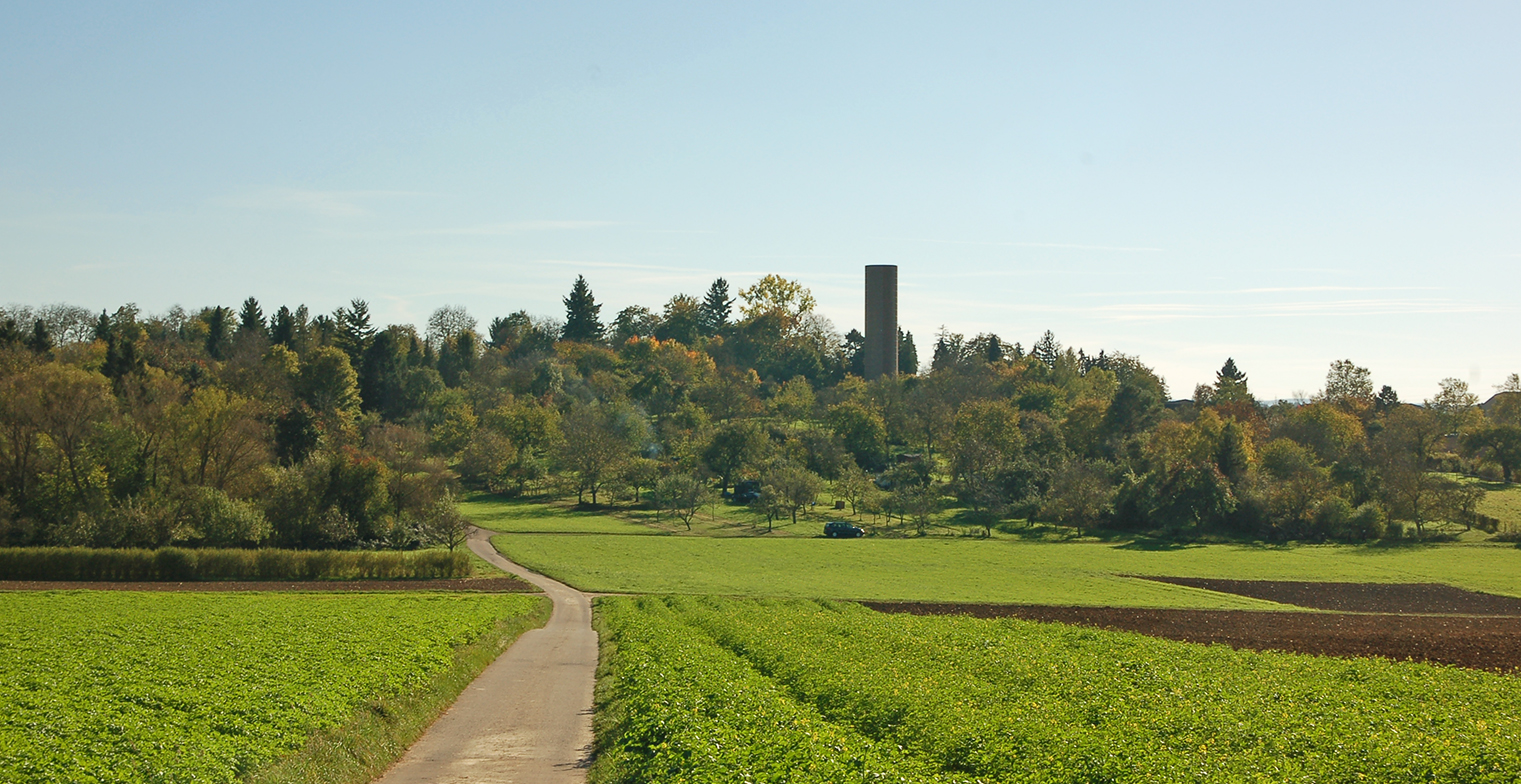
Streuobstwiesen auf dem Nordhang der Hurst

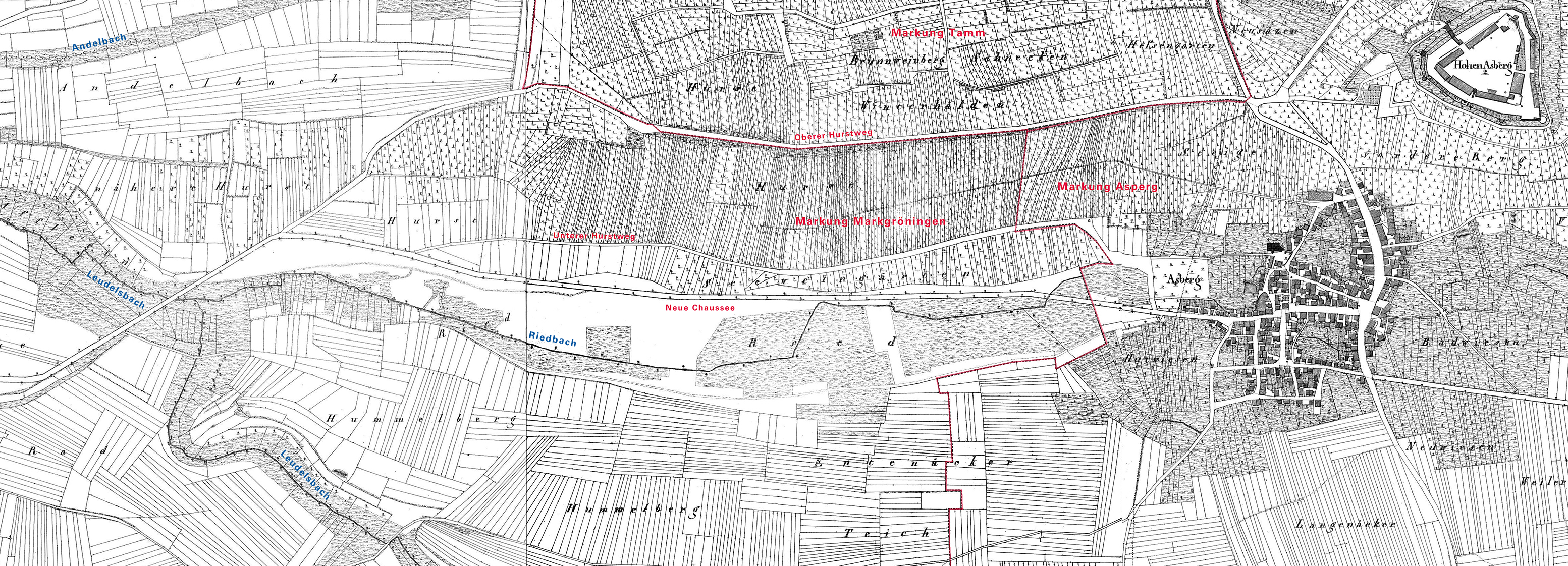
Unbebaute Hurst auf der Urflurkarte von 1832: Bäche, Markungsgrenzen und Wege hervorgehoben

Die Hurst ist ein Höhenzug am Nordrand des Langen Felds, der sich vom Asperg zwischen Andelbach im Norden und Riedbach bzw. Leudelsbach im Süden westwärts zieht. Der Höhenzug zählt teils zur Tammer, teils zur Asperger und großteils zur Markgröninger Gemarkung. Durch die anhaltende Bebauung wirkt die etwa einen Kilometer vom Stadtrand Markgröningens entfernte gleichnamige Siedlung auf der Hurst inzwischen wie ein eigenständiger Stadtteil.

## Geographie und Geschichte
Auf dem Höhenrücken der Hurst verweisen Bodenfunde auf vorgeschichtliche Besiedlung. Die Straße von Grüningen nach Asperg verlief bis ins 18. Jahrhundert auf dem Kamm zur Festung Hohenasperg, ein Teil davon besteht noch als „Oberer Hurstweg“ genannter Feldweg. Der „Untere Hurstweg“, heute ebenfalls ein Feldweg, stellte die Verbindung zum Kirchplatz von Unterasperg, vormals Weihenberg, her. 1763 wurden die beiden Wegverbindungen durch den Bau einer „Chaussee“ durch das Ried südlich der Hurst ersetzt.
Die unbebauten Bereiche der Hurst gehören zum Landschaftsschutzgebiet Hohenasperg-Hurst und weitere Umgebung.
Ihr nordexponierter Hang wird bis heute durch Obstwiesen geprägt. Der südexponierte Hang war früher großteils von Weingärten belegt. Heute sind nur noch wenige verblieben. Einige wurden in Obstwiesen und Wochenendgrundstücke umgewandelt. Viele mussten der Ausdehnung Aspergs nach Westen und der im 19. Jahrhundert begonnenen Bebauung auf Markgröninger Markung weichen. Den Anfang machte eine „Landarmenanstalt“ mit Gutshof, die in ein Behindertenheim des Landeswohlfahrtsverbands umgewandelt und 1960 durch eine Schule für körperlich behinderte Kinder ergänzt wurde. 1975 wurde ein neuer Schultrakt eingeweiht und als "Staatliche Schule für Körperbehinderte mit Internat" an das Land Baden-Württemberg als neuem Schulträger übergeben. Daneben wurden die Orthopädische Klinik Markgröningen (OKM) erbaut und orthopädische Werkstätten eingerichtet, die sich zu einem eigenständigen Unternehmen, der Orthopädietechnik Markgröningen GmbH (Ortema), entwickelt haben.
Zur Siedlung auf der Hurst gehören außerdem Unterkünfte für Pflegekräfte, eine kleine Kirche und ein Friedhof, ein großer landwirtschaftlicher Betrieb und ein eigener Wasserturm. Einige der hier angesiedelten Einrichtungen decken einen Teil ihres Energiebedarfs durch eine benachbarte Biogasanlage und sind durch rollstuhlgerechte Wege und regelmäßig verkehrende rollstuhlgerechte Busse gut an Markgröningen und den Asperger S-Bahnhof angebunden. Auf halbem Wege nach Asperg liegt am Hangfuß der Hurst ein weiterer Wohnplatz mit einem Nebengebäude.

## Einrichtungen auf der Hurst

### Behindertenheim
Das einst „Landesheim“ oder im Volksmund despektierlich „Asyl“ genannte Behindertenheim Markgröningen wurde 1897 als „Landarmenanstalt“ (ab 1924 „Landesfürsorgeanstalt“) mit einem großen Landwirtschaftsbetrieb zur Selbstversorgung für rund 300 verarmte oder verwahrloste Insassen aus dem Neckarkreis eingerichtet. Während der Naziherrschaft war das Heim von deren „Aktion T4“ betroffen. Heute ist es laut Landeswohlfahrtsverband (LWV) „eine Einrichtung für Pflege, Betreuung und Beratung, soziale und berufliche Integration von Menschen mit Körper- und Mehrfachbehinderung und für Menschen mit einer geistigen Behinderung“. Sie nutzen die Dienstleistungen des Behindertenheims, „um ihre Fähigkeiten zu erhalten und auszubauen und ein Leben in größtmöglicher Selbstbestimmung führen zu können“. Dafür stellt ihnen das Heim ein breites Spektrum an Unterstützungsformen in den Bereichen Pflege, Wohnen, Arbeiten und Assistenzleistungen bereit. Der Gebäudekomplex der ehemaligen Landarmenanstalt steht unter Denkmalschutz. 

### August-Hermann-Werner-Schule
Die August-Hermann-Werner-Schule nimmt Kinder mit körperlichen Behinderungen und motorischen Beeinträchtigungen auf, die aufgrund ihrer Behinderung eine besondere sonderpädagogische Förderung benötigen: „Der ganzheitlich-handlungsorientierte Unterricht orientiert sich an den Bildungsplänen der Grund- und Hauptschule, der Förderschule und der Schule für Geistigbehinderte.“ Unterricht und Förderung werden durch ein Team von Sonderschullehrern, Fachlehrern mit sonderpädagogischer Zusatzausbildung oder mit einer Ausbildung in Physio- oder Ergotherapie sowie von Unterrichtshelfern gestaltet.
Die Kindergartenkinder kommen aus dem Landkreis Ludwigsburg, die Schüler zudem aus dem Rems-Murr-Kreis. Im angeschlossenen Internat leben Schüler aus ganz Baden-Württemberg.

### Orthopädische Klinik (OKM)
Die Orthopädische Klinik Markgröningen gGmbH (OKM) geht zurück auf die Wernerschen Anstalten in Ludwigsburg und ist heute ein überregionales Kompetenzzentrum für Orthopädie und Rückenmarkverletzte und gehört neben neun weiteren Kliniken zur Regionalen Kliniken Holding RKH mit Sitz in Ludwigsburg. Die OKM wurde zum „Endoprothetikzentrum der Maximalversorgung“ zertifiziert und „gehört im Bereich der Wirbelsäule mit den Zentren für Wirbelsäulenchirurgie, Rückenmarksverletzte und Skoliose zu den wenigen deutschen Einrichtungen dieser Art“. Die OKM hat insgesamt rund 560 Mitarbeiter und ist unterteilt in fünf Klinikbereiche:
1. Klinik für Anästhesie, Intensivmedizin und Schmerztherapie,
2. Klinik für Endoprothetik, Allgemeine und Rheumaorthopädie,
3. Klinik für Handchirurgie und Plastische Chirurgie,
4. Klinik für Sportorthopädie und Arthroskopische Chirurgie,
5. Klinik für Neuroorthopädie, Rückenmarksverletzungen und Skoliosen.

### Orthopädietechnik (Ortema)
Das aus den Werkstätten der Klinik entstandene Unternehmen Orthopädietechnik Markgröningen GmbH (Ortema) bietet zudem ein großes Spektrum der Orthopädie-Technik sowie der Rehabilitation und Prävention an. Die Ortema verzeichnet seit 1993 zunehmendes Wachstum und gliedert sich mittlerweile in die drei Bereiche Orthopädie-Technik, Rehabilitation und Medical Fitness sowie Sport Protection zur Entwicklung von Protektoren für Risiko-Sportarten.
Im August 2007 weihte die Ortema auf der Hurst ein über 2000 Quadratmeter großes „Zentrum für Rehabilitation & Medical Fitness“ ein.